# 仙台モーターショー
仙台モーターショー（せんだいモーターショー）は、東京モーターショー (TMS) が開催される年度に宮城県仙台市で開催されているモーターショー。

## 概要
TMSで展示されていたコンセプトカーや市販車が展示され、タイヤ・カーオーディオメーカーがブースを構え、クラシックカーなども展示される。その他、飲食ブースやキッズコーナーなども設置される。
ステージイベントでは、アテンダント撮影会や出展・協賛社企業のPRのほか、ローカルアイドルの歌やダンススクールのパフォーマンスが行われる。

## 沿革
1993年（平成5年）に初開催された。TMS、および、名古屋モーターショーに次いで歴史が古いモーターショーであり、開催年度には両モーターショーに続いて全国3番目に開催されてきた。当初は仙台卸商センター 産業見本市会館 サンフェスタを会場としたが、1995年（平成7年）にみやぎ産業交流センター（夢メッセみやぎ）が開館すると、夢メッセに会場が移った。
2001年（平成13年）の第5回から会期が2日間に短縮された。2003年（平成15年）は出展希望の企業が少なかったため中止となった。そのため、4年ぶりの開催となった2005年（平成17年）では、入場無料にして入場者数の増加をはかった。2009年（平成21年）には入場有料としたが、約3万人の入場者がみられた。
2011年（平成23年）3月11日に発生した東北地方太平洋沖地震（東日本大震災）に伴う津波により会場である夢メッセみやぎが被災したため、同年度は開催が見送られた。2013年度（平成25年度）に復活したが、後発の大阪・福岡・札幌の後ろに回され、開催順が全国6番目になった。
2015年度（平成27年度）は通算10回目の開催となったことに伴い、名称を「東北モーターショー in 仙台」と改めて行われた。2017年度（平成29年度）以降も同タイトルで開催を継続したが、令和改元後の2020年（令和2年）から新型コロナウイルス感染症が流行し始めた事に伴い、同年2月22日 - 24日に予定されていた第12回目の開催が急遽中止となった。翌2021年度も同様の理由で開催が見送られている。
その後、2023年度に東京モーターショーが『ジャパンモビリティショー』と改めて再スタートし、それに追随する形で他地域でもモビリティショーへの改称（大阪を除く）が行われているが、2023年 - 2024年のモビリティショーカレンダーに『東北モーターショー in 仙台』の名前はなく、公式発表こそないが復活開催の可能性が消滅している。
| 回 | 会期                  | 会場           | 観客数 （人） | 備考                                         |
| -- | --------------------- | -------------- | ------------- | -------------------------------------------- |
| 1  | 1993年                |                |               |                                              |
| 2  | 1995年                |                |               |                                              |
| 3  | 1997年12月12日 - 14日 |                |               |                                              |
| 4  | 1999年11月26日 - 28日 | 夢メッセみやぎ |               |                                              |
| 5  | 2001年12月8日 - 9日   | 夢メッセみやぎ |               | 2日間に会期短縮                              |
| － | 2003年                |                |               | 不況により中止                               |
| 6  | 2005年12月10日 - 11日 | 夢メッセみやぎ |               | 入場無料                                     |
| 7  | 2007年12月15日 - 16日 | 夢メッセみやぎ | 49,223人      | 入場無料                                     |
| 8  | 2009年11月28日 - 29日 | 夢メッセみやぎ | 30,000人      | 入場有料化                                   |
| － | 2011年                |                |               | 東日本大震災のため中止                       |
| 9  | 2014年2月22日 - 23日  | 夢メッセみやぎ | 53,700人      | 開催順が3番目から6番目に変更                 |
| 10 | 2016年2月26日 - 28日  | 夢メッセみやぎ | 78,097人      | 「東北モーターショー in 仙台」として開催     |
| 11 | 2018年2月10日 - 12日  | 夢メッセみやぎ |               | 「東北モーターショー in 仙台」として開催     |
| 12 | 2020年2月22日 - 24日  | 夢メッセみやぎ |               | 新型コロナウイルス感染症流行の影響により中止 |
| － | 2022年                |                |               | 新型コロナウイルス感染症流行の影響により中止 |